# 에스토니아 군단
에스토니아 군단(에스토니아어: Eesti Leegion, 독일어: Estnische Legion)은 제2차 세계 대전 중 무장친위대 소속 에스토니아인 의용부대 중 하나이다.
에스토니아는 제1차 세계 대전 후에 독립국이 되었다가 1939년 독일-소련 불가침 조약의 비밀 부속 조약문에 따라 소련이 아무런 방해를 받지 않고 다시 점령하였다(1940년 4월). 1941년에 에스토니아인들은 소련 점령군에 대항하는 몇 차례 봉기를 일으켰고, 몇몇 지역은 독일군이 에스토니아를 점령하기 전에 실질적으로 해방되었다. 에스토니아인들은 독일이 소련을 몰아내고 자신들의 독립국가 수립을 도와줄 것이라 생각했다. 하지만 독일군은 에스토니아의 독자 군대 및 독립 정부 구성은 허락하지 않았다. 애당초 에스토니아의 독립국가 수립 등에 대해서는 관심이 없었다. 그럼에도 불구하고, 에스토니아인 부대는 독일 국방군의 통제 하에 구성될 수 있었다.
병력 부족에 시달리던 독일군은 가능한 한 점령지의 협조자, 동조자들을 긁어모아 전투에 투입시켰고, 에스토니아도 그랬다. 그러나, 대대급 이상의 단위 부대는 편성되지 않았고, 많은 에스토니아인들이 소위 '동부 대대(Ost-Battalions)"로 불리던 부대에서 소련군과 싸웠다. 참고로, 동부 대대에는 에스토니아인들만 있었던 것은 아니다. 이들이 독일군 편에서 전쟁에 참전한 것은 나치즘에 동조했기 때문은 아니었으며, 에스토니아인들 중에서도 반독 저항운동을 한 사람들도 있었다.
독일군이 동부전선에서 계속 성공을 거두고 있을 때 더 많은 에스토니아인 부대가 5 SS기갑사단 비킹 산하의 '나르바 대대(Battalion Narva)', 20 무장SS척탄병사단 에스토니아1의 에스토니아 여단(Estonian legion), 독일 공군의 z.b.v.300 사단, 국경경비연대(borderdefense Regiments) 같은 형태로 창설되었다. "JR200" 연대는 1944년 2월에 에스토니아 지원병들로 편성되었다. 이 연대는 에스토니아로 후퇴하기 전까지 소련군에 맞서써 핀란드에서 용감하게 싸웠다. 나르바 대대(Battalion Narva)는 우크라이나에서 전투를 겪었고, 이줌(Izum) 근처 전투기간 동안에 몇 개의 소련군 사단을 격파한 것으로 유명해졌다. 독일의 철십자 훈장을 받은 최초의 에스토니아인은 알폰스 레바네(Alfons Rebane) 대령이었다. 그는 1944년 초에 이 훈장을 받았다. 그가 이끈 소규모 에스토니아인 부대가 소련군의 노보고로드 외곽 진출을 지연시켜 독일군이 소련군에 포위되지 않고 철수하는데 공헌했었기 때문이다.
1944년 2월, 완전한 사단이 편성되었다; 이 사단은 "20 에스토니아 의용사단(Estnische Freiwillig Division)"으로 병력 수는 11,000명이었다. 지상군 외에 24대의 He50a 전투기를 장비한 1, 2 야간전 편대가 함께 했다. 이 사단은 창설 초기에는 "에스토니아 여단(Estonian Brigade)"으로도 알려졌다. 네벨(Nevel)에서 계속 싸운 이 사단은 에스토니아로 보내져, 도착하자마자 소련군 공세에 반격하기 위해 페이푸스호(Peipus) 남쪽으로 이동하라는 명령을 받았다. 페이퍼스 호수는 1410년에 독일 기사단 과 에스토니아 사이에 격전이 벌어졌던 곳인데, 534년 후에는 에스토니아와 독일이 합심하여 소련군과 싸우게 된 것이다.
하랄드 리팔루(Harald Riipalu) 대령의 지휘로 부대는 격심했던 며칠 동안의 전투에서 그들의 임무를 성공적으로 수행했고, 이후 나르바 전선으로 보내졌다. 레바네 대령 지휘하에 페이푸스 호 동쪽에서 싸웠던 다른 지원병 부대가 이 지역에 집중했다. 동시에 우크라이나의 체르카시 주변에서 치열한 전투에 참전했던 나르바 대대가 합류하였다. 비킹 사단에 배속되어 있던 나르바 대대는 모 사단인 비킹 사단이 휘말린 체르카시 포위전에서 겨우 포위망을 뚫고 탈출한 직후였다. 모든 모인 그 곳에서 독일 제8군은 소련군에게 포위된 상태였다. 8군은 7만명으로 구성되었고, 몇 대 안되는 탱크에다가 작전 도중 내내 무기와 연료부족에 시달리고있었다.
그들을 구원하고자 달려온 독일 기갑군단은 소련의 진창에 빠져 있었다. 부대가 포위되기 전 초대 독일인 지휘관이 전사한 후에 오스크라 푸세프(Oskra Puusepp)가 나르바 대대의 신임 지휘관으로 임명되었다. 독일군 지휘관인 헤르베르트 오토 길레(Herbert Otto Gille) SS중장은 나르바 대대에게 포위망을 탈출할 목적으로 전투단(kampfgruppe)를 구성하라고 명령했다. 1,000여명의 부대원 중에서 160명만이 전투준비가 되어 있었고, 100명은 가벼운 부상을 입고 있었다. 소수의 탱크가 포위망에서 탈출하려는 대대를 지원했다. 그러나 독일 기갑군단은 더 멀리 떨어져 있었다. 독일군을 뒤따라 간 에스토니아인들은 모든 전투 능력을 상실했고, 독일군은 러시아군이 그들의 옆구리를 치고 들어옴에 따라 심각한 피해를 입었다. 전체적으로 약 54,000명이 포위망에서 탈출할 수 있었다.
1944년 6월말 경, 나르바 강(Narva)을 따라 구축된 교두보 북쪽을 통과하여 공격할 목적으로 소련군은 나르바 전선에 대해 대대적인 공세를 개시했다. 그리고 부대는 서쪽으로 더 멀리 배치되어 있었다. 피비린내 나는 전투 속에서 소련군은 멈춰섰으며, 공세는 실패했다. 최전방은 Vaivara 주변의 "파란 산"(blue mountain)까지 이동했다. 바이바라(Vaivara)는 1944년 가을에 격렬한 전투가 벌어진 곳이다. 나르바 방위에서 다른 3명의 에스토니아인들이 철십자훈장을 수여받았다. 하랄드 리팔루 대령과 파울 마이틀라(Paul Maitla), 하랄드 누기섹스(Harald Nugiseks)이 그들이다.
전체적으로 대략 6,000 ~ 7,000명의 에스토니아인들이 소련군과 맞서 싸우다가 전사한 것으로 추정된다. 1941년과 1945년 사이에 대략 60,000 ~ 65,000명이 전시 동원되었고, 그들은 정규군과 특별부대에서 소련군과 맞서 싸웠다. 소련은 약 33,000명의 에스토니아인을 전시동원하였다.

## 같이 보기
- 라트비아 군단
- 반공 프랑스 의용군단